# 전해석 함수
복소해석학에서 전해석 함수(全解析函數, entire function) 또는 정함수(整函數, integral function)란 복소평면의 모든 점에서 해석적인 복소함수를 말한다. 전해석함수는 다항함수(polynomial)와 초월 전해석 함수(다항함수가 아닌 전해석 함수, transcendental entire function)로 구분할 수 있다.

## 정의
함수 {\displaystyle f:\mathbb {C} \rightarrow \mathbb {C} } 가 복소 평면 {\displaystyle \mathbb {C} } 위의 모든 점에서 해석적이면 {\displaystyle f}를 전해석 함수라고 한다. 그러므로 전해석 함수는 복소 평면 위의 모든 점에서 무한번 미분가능한 함수이고, 테일러 급수로 나타낼 수 있으며, 코시-리만 방정식을 만족하는 복소 함수이다.
전해석 함수를 급수로 나타냈을 때 유한 급수인 것이 다항 함수이고, 무한 급수로 나타나는 것이 초월 전해석 함수이다.

## 성질

### 리우빌 정리
리우빌 정리에 따르면, 유계 함수인 전해석 함수는 상수 함수뿐이다. 유계(bounded)는 전해석함수의 중요한 특성을 나타내고 있다. 이 정리에 따라 상수함수가 아닌 전해석함수는 반드시 무한점, {\displaystyle \infty }를 특이점(singular point)으로 갖는다. 무한 특이점은 극점 또는 본질적 특이점(essential singularity)이며, 무한 특이점에서 극(극점)을 갖는 전해석 함수는 다항함수이고, 본질적 특이점을 갖는 함수는 초월 전해석 함수이다.

### 피카르의 정리
피카르의 소정리에 따르면, 상수 함수가 아닌 전해석 함수는 하나 이하의 값을 제외한 모든 복소수 {\displaystyle c\in \mathbb {C} }를 함수값으로 취한다. 그렇지 않은 값이 있다면 그 수는 하나뿐이다. 즉 {\displaystyle f} 가 상수 함수가 아닌 전해석 함수이면 모든 복소수 {\displaystyle c\in \mathbb {C} }에 대해 {\displaystyle f(z)=c} 인 점 {\displaystyle z\in \mathbb {C} }가 존재하며 그렇지 않은 점 {\displaystyle c}는 기껏해야 하나뿐이라는 것이다. 예를 들어 {\displaystyle e^{z}=c}는 {\displaystyle c=0} 인 경우를 제외하고 항상 해를 갖는다. 피카르의 소정리는 리우빌 정리보다 수학적으로 강한 의미를 갖는다.

## 예
{\displaystyle f(z)=1+2z-3z^{2}}는 다항함수이고, {\displaystyle e^{z}=\sum _{n=0}^{\infty }{\frac {1}{n!}}z^{n}} 은 초월 전해석 함수이다. 둘 다 전해석 함수를 이룬다.